# Illésházy Gábor
gróf Illésházy Gábor (? - 1667. január 13.) Trencsén és Liptó vármegyék örökös főispánja.

## Élete
Gáspár és Thurzó Ilona fia. Fiatalkorától fogva megbízhatatlan, kicsapongó emberként ismerték. 1641-ben elvette Széchy Évát, akivel 1643-tól Murány várában élt. Hogy megszerezze az egész uradalmat, protestáns hitre tért és Rákóczy György pártjára állt. Ezen tette miatt árulás címen elkobozták minden vagyonát. 1644-ben, hogy visszaszerezze birtokait újból a király pártjára állt. Miután a következő évben megözvegyült, Újfalussy Évát vette feleségül (elhunyt 1657-ben), aki Osztrosich Pál özvegye volt. 1655-ben azon országos bizottság tagja, amely egyes belső vámok eltörléséről döntött. 1663-ban harmadszor is megnősült a lengyel Tarnowska Zsófia Petronellával. 1665-ben rekatolizált.

## Emlékezete
- Gróf Illésházy Gábor ravatalképe, 1665?